# Belagerung von Athen
Erster Mithridatischer Krieg (89–85 v. Chr.)

Amnias – Protopachium – Rhodos – Athen und Piräus – Chaironeia – Orchomenos – Tenedos I
Zweiter Mithridatischer Krieg (83–81 v. Chr.)

Halys
Dritter Mithridatischer Krieg (73–63 v. Chr.)

Chalkedon – Kyzikos – Rhyndacus – Granicus und Aesepus – Lemnos – Tenedos II – Herakleia – Cabira I – Tigranokerta – Artaxata – Nisibis – Cabira II – Comana – Zela – Lykos (Nicopolis)
Die Belagerung und Erstürmung von Athen durch die Römer 87–86 v. Chr. war der strategische Wendepunkt im Ersten Mithridatischen Krieg. Zugleich trug der römische Erfolg zur Festigung der politischen Stellung des römischen Feldherrn Lucius Cornelius Sulla im gleichzeitig tobenden römischen Bürgerkrieg (88–82 v. Chr.) bei.

## Vorgeschichte
Der Herrscher des Königreichs Pontos, Mithridates VI. (132–63 v. Chr.), verfolgte seit Beginn seiner aktiven Regierungszeit eine expansive Außenpolitik. Nach der Okkupation des östlichen und nördlichen Schwarzmeergebietes unternahm er mehrere Versuche, die Herrschaft über Paphlagonien und Kappadokien zu erlangen. Im Jahre 88 v. Chr. nutzte er die günstige Gelegenheit, der durch den Bundesgenossenkrieg (91–88 v. Chr.) und den beginnenden Bürgerkrieg (88–82 v. Chr.) geschwächten römischen Republik die Provinz Asia zu entreißen und gleichzeitig die Territorien der mit ihr verbündeten kleinasiatischen Staaten zu besetzen. Damit begann der Erste der insgesamt drei Mithridatischen Kriege. Der zunächst erfolgreiche Verlauf ermutigte Mithridates VI., den Feldzug auf Europa auszudehnen. Als wichtigster europäischer Verbündeter erwies sich Athen, das unter Führung des Aristion das bisherige Bündnis mit Rom aufkündigte. Der attische Hafenplatz Piräus wurde von dem pontischen Feldherrn Archelaos daraufhin zum Stützpunkt der pontischen Flotte ausgebaut, die zu diesem Zeitpunkt das östliche Mittelmeer beherrschte.
Mit großen – hauptsächlich durch die Wirren des Bürgerkrieges bedingten – Schwierigkeiten rüstete Rom ein Heer von fünf Legionen unter Lucius Cornelius Sulla aus. Nach der Landung in Epirus im Jahre 87 v. Chr. rückte Sulla schnell nach Böotien vor, schlug am Thilphossischen Berg das pontisch-attische Heer unter Archelaos und Aristion und bemächtigte sich dadurch des gesamten griechischen Festlands, ausgenommen Athen und Piräus.

## Die Belagerung von Athen
Aristion hatte sich nach Athen gerettet, Archelaos konnte den ebenfalls stark befestigten Hafen Piräus erreichen. Es gelang Sulla nicht, die beiden Festungen im Handstreich zu nehmen, so dass er mit seinem Heer zur Doppelbelagerung der benachbarten Orte gezwungen war. Sulla errichtete im Herbst 87 v. Chr. ein befestigtes Lager bei Eleusis und Megara, so dass er einerseits die Belagerung vorantreiben konnte, andererseits aber die gerade wiedererlangte Herrschaft über Griechenland ausüben konnte. Um das Belagerungsgerät zu bauen, wurden die Bäume der Athener Akademie und des Lykeion (dt. auch Lyzeum) gefällt. Anfänglich scheint der Schwerpunkt der Belagerung auf Piräus gelegen zu haben. Archelaos, der noch immer über funktionierende Seeverbindungen verfügte, schlug alle Angriffe der Römer ab.
In Athen, weiter im Binnenland gelegen, gingen aber allmählich die Vorräte zur Neige. Archelaos sandte zwar mehrfach Getreidetransporte von Piräus in die Stadt, von denen es tatsächlich auch einigen gelang, ihr Ziel zu erreichen, aber diese Lieferungen konnten die Mindestbedürfnisse Athens nicht mehr decken. Ein Entsatzheer unter dem pontischen Feldherrn Dromichates wurde von Sullas Legionen vor der Stadtmauer Athens geschlagen. Im Frühjahr 86 v. Chr. hatte sich die Versorgungslage in Athen soweit verschlechtert, dass Aristion Kapitulationsverhandlungen anbot. Sulla wies jedoch die Delegation der Athener zurück und wollte nur die bedingungslose Kapitulation akzeptieren. Da Aristion mit der Annahme zögerte, wurde am 1. März 86 das nur noch schwach verteidigte Athen erstürmt. Aristion rettete sich mit den letzten Anhängern in die Akropolis, ergab sich aber bald darauf Sulla.

## Sullas Urteil über Athen
Sulla ließ den Legionären freie Hand bei der Plünderung der Stadt. Die Anführer der pontischen Partei, darunter Aristion, wurden hingerichtet. Allerdings gab Sulla – mit Hinweis auf die berühmten Persönlichkeiten der Stadtgeschichte – Athen seine Freiheit und seine Besitzungen, darunter den wichtigen Freihafen Delos, zurück.

## Die Belagerung von Piräus
Noch während Athen belagert wurde, setzte Sulla seine Angriffe auf das von Archelaos geschickt verteidigte Piräus fort. Es gelang durch Anlegen von Minen und dem Einsatz von Belagerungsgerät, einen Teil der mächtigen, aus der Zeit des Perikles stammenden Mauern zum Einsturz zu bringen. Bevor jedoch der Sturm der Legionen begann, hatte Archelaos hinter den Breschen neue Verteidigungswälle errichten lassen. Sulla gab daraufhin die Belagerung auf und beschränkte sich auf die Blockade des Hafens. Archelaos ließ erst auf Befehl König Mithridates VI., der eine Landschlacht gegen Sulla wünschte und deshalb eine Konzentration der pontischen Truppen in Böotien befahl, Piräus zunächst bis auf die Zitadelle Munychia, dann ganz räumen. Sulla ordnete an, das jetzt unverteidigte Piräus mit seinen berühmten Bauwerken zu zerstören, um ein erneutes Festsetzen pontischer Truppen zu vermeiden. Die von Mithridates VI. geforderte Landschlacht fand in der Ebene des Kephissos bei Chaironeia statt und endete mit einer vollständigen Niederlage des pontischen Heeres.